# Eleonora Jefimowna Kormyschewa
Eleonora Jefimowna Kormyschewa, geboren Eleonora Jefimowna Minkowskaja, (russisch Элеонора Ефимовна Кормышева, урож. Миньковская; * 17. Oktober 1945 in Moskau) ist eine sowjetisch-russische Ägyptologin und Hochschullehrerin.

## Leben
Kormyschewa studierte an der Lomonossow-Universität Moskau (MGU) in der Historischen Fakultät mit Abschluss 1964. Es folgte die Aspirantur bei Wsewolod Awdijew. 1970 wurde sie wissenschaftliche Mitarbeiterin des Instituts für Orientstudien der Akademie der Wissenschaften der UdSSR in Moskau. Ihre Dissertation über die religiösen Kulte des antiken Sudans verteidigte sie 1975 mit Erfolg für die Promotion zur wissenschaftlichen Kandidatin der historischen Wissenschaften.
Ab 1995 leitete Kormyschewa den Sektor Spezielle Historische Untersuchungen in der Abteilung für Geschichte des Ostens des Instituts für Orientstudien.
Kormyschewa beteiligte sich an der Russischen Ethnographischen Expedition in Äthiopien (1991, 1992) und an den von Jean Leclant geleiteten Französischen Archäologischen Expeditionen in Sedeinga (Sudan) und Sakkara (1992–1998). 1996 verteidigte sie ihre Doktor-Dissertation über die Tempelkulte in Meroe mit Erfolg für die Promotion zur Doktorin der historischen Wissenschaften. Im selben Jahr leitete sie die Russische Archäologische Expedition des Instituts für Orientstudien in Gizeh. Seit 2008 ist sie Kodirektorin der Russisch-Italienischen Archäologischen Expedition in Abu Erteila (Sudan).
Seit 2000 ist Kormyschewa Direktorin und Professorin des Internationalen Golenischtschew-Studienzentrums der Russischen Staatlichen Geisteswissenschaftlichen Universität. Sie hält u. a. Vorlesungen über das kulturelle Erbe Altägyptens im mittelalterlichen Islam und über die Ideologie und Legitimität der Macht in den antiken und frühmittelalterlichen Gesellschaften. Sie ist Mitglied des Internationalen Ägyptologen-Verbands (IAE), der International Society for Nubian Studies und der Société française d’égyptologie.

## Schriften (Auswahl)
- Gods and divine symbols of the ancient Sudanese civilization. Catalogue of the Sudan National Museum in Khartoum. Institute of Oriental Studies of the Russian Academy of Sciences (IOS RAS), Moskau 2006.
- Gott in seinem Tempel: lokale Züge und ägyptische Entlehnungen in der geistigen Kultur des alten Sudan. Institute of Oriental Studies of the Russian Academy of Sciences, Moskau 2010, ISBN 978-5-89282-414-9.
- Rock-cut Tombs of the Eastern Necropolis at Giza in the Socio-Cultural Context of the Old Kingdom Egypt. In: Pre-Islamic Near East: history, religion, culture. Kiev 2014, S. 93–122 (Hinweis auf Artikel online).
- mit anderen: Giza. Eastern Necropolis III. Tombs of Tjenty II, Khufuhotep, and Anonymous Tombs GE 17, GE 18, GE 47, GE 48, and GE 49.  Institute of Oriental Studies of the Russian Academy of Sciences, Moskau 2015, ISBN 978-5-89282-656-3.